# Outrageous
Outrageous is de vierde en laatste single van Britney Spears' vierde album In The Zone.
Het werd geschreven en geproduceerd door R. Kelly, die ook het lied vocaal ondersteunt.
Met de single zou een clip meekomen, geregisseerd door Dave Myers ("Lucky", "Boys"), maar Spears verwondde haar knie tijdens een dansroutine, waardoor de clip niet kon worden afgewerkt.

## De clip
In gefilmde stukken van de clip, die zich afspeelt in New York, zien we Snoop Dogg basketballen met nog andere mensen. Plots verschijnt Britney en onderbreekt ze het spel, ze springt in Snoop Doggs armen en flirt met hem tot de regel 'until I vow to keep it forever'. (Dit is enkel te zien op de Greatest Hits DVD.) In de volgende scène zie je Britney en haar danseressen dansen in een natte, donkere straat, waar ze haar knie bezeert.